# Brabham BT44

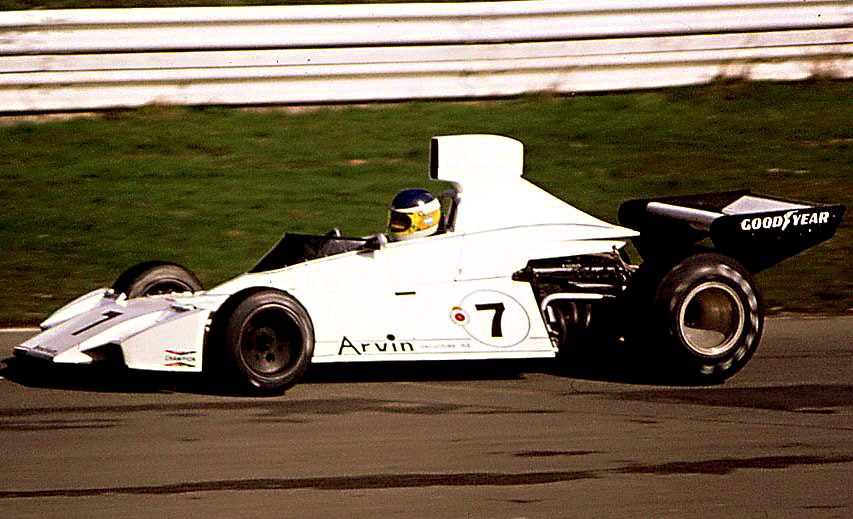
Carlos Reutemann en el Brabham BT44 en la Carrera de Campeones de Brands Hatch.

El Brabham BT44 era un coche de Fórmula 1 diseñado por Gordon Murray, el jefe de diseño de la escudería Brabham. Era una actualización parcial del exitoso BT42 de la temporada 1973 de Fórmula 1, el BT44 era un sencillo diseño con un motor standard Ford Cosworth DFV, con caja de cambios Hewland, pero era muy limpio aerodinámicamente. Murray tenía predisposición por las líneas aerodinámicas limpias, con lo que el BT44 era particularmente elegante. También pudo introducir ciertos elementos aerodinámicos que no se habían visto en la época, como los faldones laterales en el coche, además de ser el precursor del efecto suelo. Su patrocinador fue Martini.

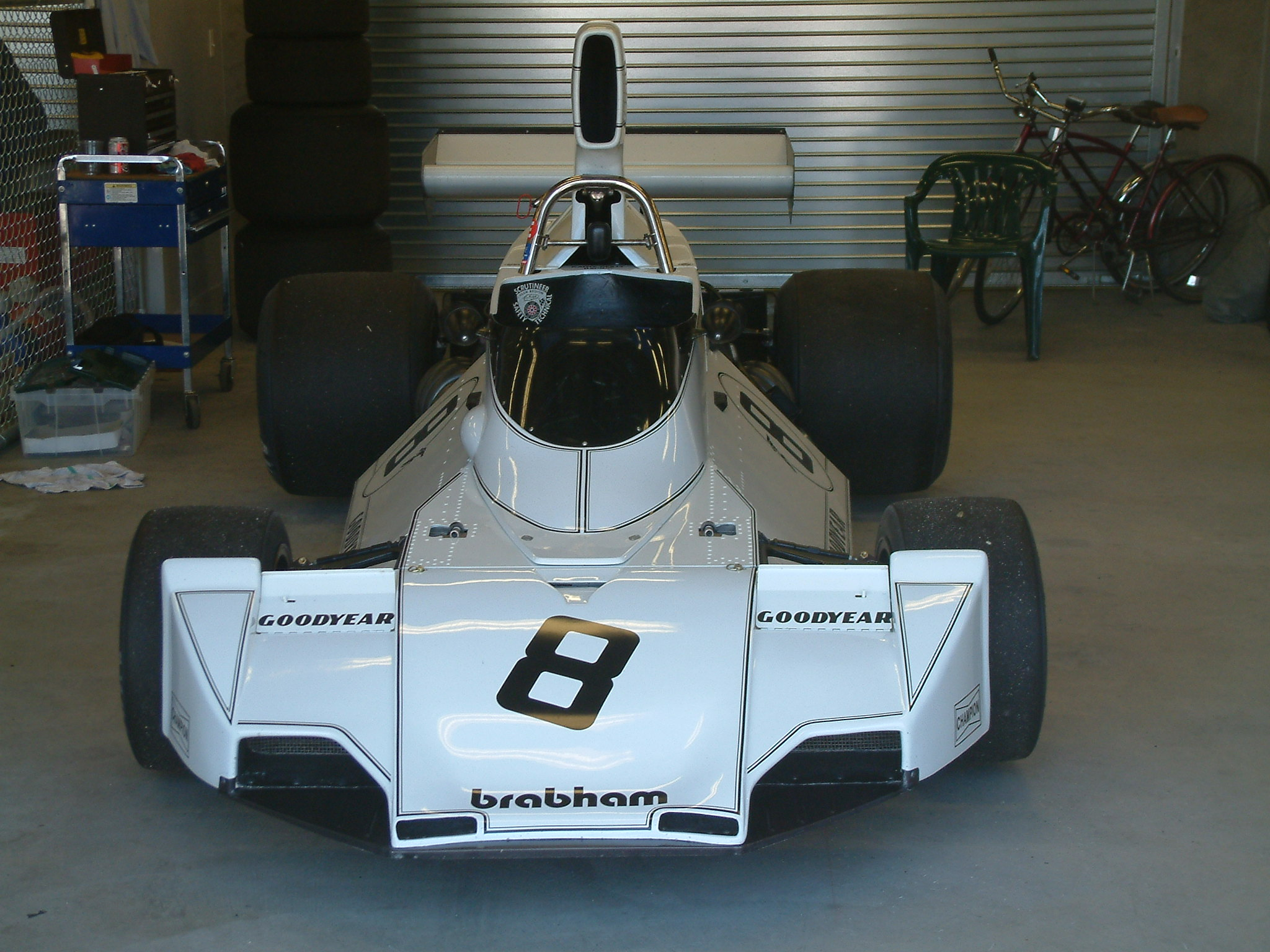
El BT44 expuesto en el 2003.

La temporada 1974 fue un gran éxito para Brabham. Carlos Reutemann consiguió ganar 3 carreras con el coche siendo su compañero de equipo José Carlos Pace que consiguió también una serie de magníficos resultados. Brabham terminó la temporada en el quinto puesto del mundial de constructores después de una dura lucha por el mundial.
El BT44 fue modificado para la Temporada 1975 de Fórmula 1, y José Carlos Pace ganó su primer y único gran premio en casa en el Gran Premio de Brasil de 1975, mientras que Reutemann ganó en el Gran Premio de Alemania de 1975. Una serie de grandes resultados ayudaron a Reutemann a acabar tercero en el mundial de pilotos de ese año, mientras que Brabham consiguió el segundo lugar en el mundial de constructores, detrás de Ferrari. Mientras que el BT44 era un buen coche, no podía igualarse al McLaren M23 o al Ferrari 312T.
El BT44 era remplazado por el BT45 motorizado por Alfa Romeo para la Temporada 1976 de Fórmula 1 el cual resultó ser un serio retroceso en el equipo. Los BT44B fueron vendidos a la escudería RAM, que corría ese año con multitud de pilotos en dicha temporada, los cuales incluían a Loris Kessel, Emilio de Villota, Patrick Nève, Jac Nelleman, Damien Magee, Lella Lombardi y Bob Evans, ninguno de ellos consiguió cosechar un gran éxito.